# Sakina Kuwae
Sakina Kuwae (桑江 咲菜 Kuwae Sakina?,  Prefectura de Chiba, Japón, 6 de mayo de 1992) es una actriz, tarento y ex-idol japonesa, afiliada a la agencia JJ Promotion. Entre 2005 y 2009, Kuwae fue miembro del grupo femenino Power Age. Anteriormente era conocida bajo el nombre atístico de Saki Asakura.

## Biografía
Kuwae nació el 6 de mayo de 1992 en Chiba, Japón. Debutó como idol en 2005 tras ser seleccionada como miembro del grupo femenino Power Age, el cual era producido por Stardust Promotion. En 2007, Kuwae debutó como actriz con un papel secundario en la película de horror Carved. Más tarde ese mismo año, interpretó el personaje de Natsume Masaki en la serie de televisión Jūken Sentai Gekiranger de la franquicia Super Sentai Series, rol que repitió en 2020 en la serie Mashin Sentai Kiramager.
En mayo de 2009, Power Age fue disuelto y al año siguiente, Kuwae abandonó Stardust Promotion. En 2011, cambió su nombre artístico a "Saki Asakura", pero volvería a usar su anterior nombre de "Sakina Kuwae" en 2013, cuando se unió a su actual agencia, JJ Promotion. En 2014, Kuwae interpretó a Saki en la serie tokusatsu, Garo: Makai no Hana. En mayo de 2015, volvió a debutar como cantante por primera vez en seis años con la unidad femenina Makai Kagekidan, compuesta por miembros del elenco de la serie Garo.

## Vida personal
El 25 de septiembre de 2020, Kuwae anunció su matrimonio con un hombre sin relación con el mundo del entretenimiento. Su primer hijo nació el 20 de junio de 2022.

## Filmografía

### Películas
| Año  | Título                                                        | Rol            | Notas |
| ---- | ------------------------------------------------------------- | -------------- | ----- |
| 2007 | Carved                                                        | Natsuki Tamura |       |
| 2007 | Jūken Sentai Gekiranger: Nei-Nei! Hō-Hō! Hong Kong Dai-kessen | Natsume Masaki |       |
| 2009 | Engine Sentai Go-onger vs. Gekiranger                         | Natsume Masaki |       |
| 2009 | Keitai Kareshi                                                | Kumi Saitō     |       |
| 2015 | Garo: Gold Storm Shō                                          | Ryume          |       |
| 2016 | Chin'yūki                                                     | Fusako         |       |
| 2018 | Garo: Kami no Kiba                                            | Ryume          |       |
| 2022 | Bungō Stray Dogs: Beast                                       | Kyōka Izumi    |       |